# 异岩藻甾醇
异岩藻甾醇（英語：Isofucosterol，又叫28-异岩藻甾醇，28-Isofucosterol，或δ-5-燕麦甾醇，Δ-5-Avenasterol）是化学式为C29H48O的豆甾烷型固醇，是一种植物固醇合成的中间产物，在海绵中也有分布。异岩藻甾醇是岩藻甾醇的24号位双键的E/Z异构体，也是δ-7-燕麦甾醇的双键位置异构体。